# Leon Wieczorek
Leon Wieczorek, pseud. Marek, Monter (ur. 5 października 1904 w Aleksandrowicach w powiecie bielskim, zm. 14 czerwca 1969 w Bielsku-Białej) – działacz KPP, MOPR i PPR, współzałożyciel Koła Przyjaciół ZSRR, sekretarz Śląskiego Komitetu Obwodowego PPR.
Po ukończeniu szkoły powszechnej w 1918 rozpoczął praktykę w handlu, kończąc jednocześnie trzyletni kurs dokształcający w Szkole Handlowej w Bielsku; do 1925 pracował w różnych placówkach tego resortu. W latach 1925–1927 odbywał zasadniczą służbę wojskową; ukończył szkołę podoficerską. Po powrocie z wojska podjął pracę jako rekwizytor w Teatrze Miejskim w Bielsku. Pracował tam z przerwami do 1931. W 1928 rozpoczął działalność w MOPR; kilka miesięcy później wstąpił do KPP. Za działalność rewolucyjną, udział w organizowaniu strajków, był kilkakrotnie aresztowany i więziony, w tym dwa razy osadzony w Berezie Kartuskiej.
W 1940 był współzałożycielem Koła Przyjaciół ZSRR. Po powstaniu PPR w 1942 przeszedł wraz z całą organizacją w szeregi tej partii. Pełnił funkcję sekretarza Okręgu Bielskiego, a następnie, od marca 1944, sekretarza Obwodu Śląskiego PPR. 29 maja 1944 został aresztowany przez hitlerowców w Bielsku, razem z żoną Marią. Był więziony w obozach koncentracyjnych Auschwitz-Birkenau, dalej w Gross-Rosen i Budziszynie. Po uwolnieniu i powrocie do kraju nadal pracował w PPR.